# Криводол
Криводо́л (болг. Криводол) — місто в Врачанській області Болгарії. Адміністративний центр громади Криводол.

## Населення
За даними перепису населення 2011 року у місті проживали 3157 осіб.
Національний склад населення міста:
| Національність   | Кількість осіб | Відсоток |
| ---------------- | -------------- | -------- |
| болгари          | 2325           | 87,1%    |
| цигани           | 318            | 11,9%    |
| не визначились   | 23             | 0,9%     |
| Всього відповіли | 2668           |          |

Розподіл населення за віком у 2011 році:
Динаміка населення: